# Lee Keun-ho
Lee Keun-Ho (hangul: 이근호), född 11 april 1985 i Incheon, Sydkorea, är en sydkoreansk före detta fotbollsspelare som bland annat spelade för Gangwon FC.